# Рейнольдс, Фрэнк
Фрэнк Оуэн Рейнольдс (англ. Frank Owen Reynolds; 21 августа 1917, Веллингтон, Британская Индия — 20 марта 2001, Монмут, Монмутшир) — английский и британский хоккеист на траве, полузащитник; тренер. Серебряный призёр летних Олимпийских игр 1948 года.

## Биография
Фрэнк Рейнольдс родился 21 августа 1917 года в городе Веллингтон в Британской Индии (сейчас в Индии).
Играл в хоккей на траве за «Арми Хоккей Ассошиэйшен» из Олдершота. Был одним из лучших в стране полузащитников.
Играл за сборную Англии, за исключением двух сезонов в начале 1950-х годов, когда был направлен за границу. В 1954 году вернулся в её состав.
В 1948 году вошёл в состав сборной Великобритании по хоккею на траве на летних Олимпийских играх в Лондоне и завоевал серебряную медаль. Играл в поле, провёл 5 матчей, забил 1 мяч в ворота сборной США.
По окончании игровой карьеры стал тренером. В 1960 году тренировал сборную Великобритании на летних Олимпийских играх в Риме, где она заняла 4-е место.
Умер 20 марта 2001 года в британском городе Монмут.